# Ingénierie Kansei
L’ingénierie Kansei (japonais: 感性工学 kansei kougaku, ingénierie émotionnelle/affective) est une branche de l'ingénierie ayant pour but le développement ou l'amélioration de services ou de produits par la conversion des besoins psychologiques et émotionnels des clients en paramètres du design du produit. L'ingénierie Kansei a été créée en 1995 par Mitsuo Nagamachi de l'université de Hiroshima et PDG de l'International Kansei Design. L'ingénierie Kansei fait le lien entre les réponses émotionnelles des usagers et les propriétés et caractéristiques d'un produit ou d'un service. Par conséquent, il est possible de concevoir un produit afin de provoquer une émotion particulière.